# Leena Krohn
Leena Krohn (Helsinki, 1947. február 28. –) finn írónő. Művei regények, novellák, gyermek- és ifjúsági irodalom körébe tartozó könyvek, esszék. Témái: az ember viszonya önmagához, a valósághoz; az erkölcs; valóság és képzelet határa, az emberi élet és a mesterséges intelligencia, a mesterséges értelem viszonya.
Krohnt kitüntették többek között finn állami irodalmi díjjal (1989), Finlandia-díjjal (1992 a Matemaattisia olioita tai jaettuja unia című művéért) és Pro Finlandia-díjjal 1997-ben.
Művei megjelentek angol, svéd, észt, magyar, orosz, japán, lett, francia és norvég nyelven. Tainaron című regényét a World Fantasy díjra jelölték 2005-ben.
Irodalmi működéséhez már az 1990-es évek második felétől felhasználja az internet lehetőségeit. Közösen is alkot testvérével, Inari Krohn képzőművész-grafikussal.
Az Emberruhában (Ihmisen vaatteissa) nyomán egész estés mozifilm készült, a Pelikaanimies (2004, a forgatókönyv írója Liisa Helminen).

## Díjak, kitüntetések
- Finn Állami Irodalmi Díj (1971, 1975, 1977, 1991)
- Anni Swan-emlékérem (1979)
- Arvid Lydecken-díj (1975)
- Finlandia-díj (1992)
- Topelius-díj (1993)
- Vuoden kiila (1998)
- állatvédők Topelius-díja (1998)
- Pro Finlandia-díj (1997, visszautasítva)
- Gimnazisták Nuori Aleksis Kivi-díja (1999)

## Művei
- Vihreä vallankumous (1970)
- Tyttö joka kasvoi ja muita kertomuksia (1973)
- Viimeinen kesävieras (1974)
- Kertomuksia (1976)
- Ihmisen vaatteissa (1976)
- Näkki (1979)
- Metsänpeitto (1980)
- Donna Quijote ja muita kaupunkilaisia (1983)
- Sydänpuu (1984)
- Tainaron (1985)
- Oofirin kultaa (1987)
- Rapina ja muita papereita (1989)
- Umbra (1990)
- Salaisuuksia (1992)
- (1992): Matemaattisia olioita tai jaettuja unia. Porvoo: WSOY. ISBN 951-0-18407-1
- Tribar (1993)
- Älä lue tätä kirjaa (1994)
- Ettei etäisyys ikävöisi (1995)
- Kynä ja kone (1996)
- Pereat mundus (1998)
- Sfinksi vai robotti (1999)
- Mitä puut tekevät elokuussa (2000)
- Datura tai harha jonka jokainen näkee (2001)
- Kolme sokeaa miestä – ja yksi näkevä (2003)
- Unelmakuolema (2004)
- (2006): Tainaron: Postia toisesta kaupungista
- (2006): Mehiläispaviljonki

## Magyarul
A magyar megjelenés sorrendjében:
- Emberruhában. Városi történet; ford. Fehérvári Győző, versford. Rigó Béla, Szopori Nagy Lajos; Móra, 1987, ISBN 9631152014
- Donna Quijote és más városlakók. Portrék; ford. Pap Éva és Kovács Ottilia, az utószót írta Csorba Éva, Valo-Art, 1998 (Polar Könyvek) ISBN 963035828X
- Angyaltrombita. Avagy egy tévhit, aminek mindenki bedől; ford. Kovács-Győrffy Éva; Polar Alapítvány, Bp., 2012 (Polar Könyvek) ISBN 9789638927613
- A Nap gyermekei; ford. Kovács Ottilia; Cerkabella, Budapest, 2013 ISBN 9789639820388
- Hotel Sapiens és más irracionális elbeszélések; ford. Molnár Csilla; Typotex, Bp., 2015 (Typotex világirodalom) ISBN 9789632798370
- A tévedés. Regény; ford. Jávorszky Béla; Széphalom Könyvműhely, Bp., 2017

## Krohn-oldalak
- Leena Krohn honlapja
- Risingshadow-sivusto